# Каменка (Уланський район)
Ка́менка (каз. Каменка) — село у складі Уланського району Східноказахстанської області Казахстану. Адміністративний центр Каменського сільського округу.
Населення — 590 осіб (2021; 769 у 2009, 1012 у 1999, 1436 у 1989).
Національний склад станом на 1989 рік:
- росіяни — 48 %
- казахи — 47 %